# Ce la farò
Ce la farò è il singolo di debutto del cantante italiano Antonino Spadaccino, pubblicato nel novembre 2005 dall'etichetta discografica Sony Music e prodotto da Mario Lavezzi. Il singolo ha anticipato l'uscita del primo album omonimo del cantante, avvenuta il 7 aprile 2006.
Il brano ha avuto un ottimo successo commerciale, poiché ha raggiunto la posizione numero 3 dei singoli più venduti in Italia. In poco tempo alla canzone viene anche assegnato il disco d'oro digitale per gli oltre 15.000 download.
Successivamente il singolo risulterà essere il ventiquattresimo più venduto in Italia nel 2006.

## Tracce
Download digitale
1. Ce la farò – 3:21

## Tracce Cd Singolo
versione fisica
1. Ce la farò
2. Un ultimo brivido
3. Sailing
4. Can't help falling in love

## Classifiche
| Classifica (2005) | Posizione massima |
| ----------------- | ----------------- |
| Italia            | 3                 |